# Schlacht von Maserfield
Die Schlacht von Maserfield (auch Maserfeld; Walisisch „Maes Cogwy“) wurde am 5. August 642 zwischen den angelsächsischen Königen Oswald von Northumbria und Penda von Mercia geschlagen. Penda verließ das Schlachtfeld als Sieger, während Oswald den Tod fand.

## Teilnehmer, örtlicher und zeitlicher Kontext
Die Schlacht ist bei den Walisern auch als Cogwy bekannt. Schenkt man dem walisischen Canu Heledd Glauben, so nahmen auch Waliser aus Pengwern, unter der Führung von Cynddylan ap Cyndrwyn, vermutlich als Verbündete der Mericer, teil. Beda Venerabilis datiert die Schlacht auf das Jahr 642, was heute allgemein als korrekt angesehen wird. Demgegenüber findet sich im walisischen Annales Cambriae das Jahr 644. Umstritten ist auch der Ort der Schlacht, wenngleich mehrheitlich Oswestry (Oswalds Tree = Oswalds Baum) in Shropshire als Schauplatz akzeptiert ist.

## Hintergrund
Nach dem Tod von Oswalds Onkel Edwin bei der Schlacht von Hatfield Chase im Jahre 633 kamen sich Northumbria und Mercia immer wieder bezüglich der Beherrschung der Ländereien südlich des Humber in die Quere. Oswald hatte die Waliser unter Cadwallon ap Cadfan bei der Schlacht von Heavenfield im Jahre 634 geschlagen und in der Folge die northumbrische Hegemonie in Britannien wiederhergestellt. Allgemein akzeptiert ist, dass Penda die Vorherrschaft Oswalds zwar bis zu einem gewissen Grade anerkannte, dass er aber Northumbria dennoch feindlich gegenüberstand, zumindest aber von Oswald als Bedrohung wahrgenommen wurde.
Der wahre Hintergrund, der zur Schlacht von Maserfield führte, ist bis heute unklar. Der bereits erwähnte Beda, der im nächsten Jahrhundert lebte, stellt Oswald als einen Heiligen in der Historia ecclesiastica gentis Anglorum dar; dieses Bild des Herrschers vor Augen kann durchaus dazu geführt haben, dass er Oswalds aggressive Kriegspolitik verschwieg. Er führt nur an, dass Oswald für sein Land bei Maserfield starb und versucht die Schlacht als einen Gerechten Krieg darzustellen. Sollte die Annahme, dass die Schlacht bei Oswestry stattfand, jedoch korrekt sein, so bedeutet dies, dass Oswald im Feindesland agierte.

## Ergebnis
Die Schlacht endete mit einer Niederlage für Northumbria. Beda erzählt, dass Oswald für die Seelen seiner Krieger zu beten begann, als er sah, dass er sterben würde. Sein Körper wurde in Stücke gerissen und Kopf und Arme auf Lanzen gespießt. Erst im nächsten Jahr konnten die Körperteile durch seinen Bruder und Nachfolger Oswiu heimgeholt werden.
Da Penda ein Heide, Oswald jedoch Christ war, wurde Letzterer in der Folge als Märtyrer und Heiliger verehrt. Beda nennt deshalb einige Wunder, die Oswald gewirkt haben soll und schreibt ebensolche auch seinem Sterbeort zu. Die Schlacht jedoch auf einen Krieg zwischen Heiden und Christen zu reduzieren, würde den Fakten nicht gerecht, da die christlichen Waliser ja an Pendas Seite kämpften. Viel wahrscheinlicher ist ein Territorialkrieg um die Gebiete südlich des Humber.

## Folgen
Der Historia Brittonum und den Annales Cambriae zufolge fiel auch Pendas Bruder Eowa bei dieser Schlacht. Manche halten es für möglich, dass Eowa der dominierende König in Mercia war und dass er das nördliche Mercia beherrschte, während Penda nur die südlichen Gebiete regierte. Dies würde auch erklären, warum die Historia Brittonum Penda nur 10 Regierungsjahre zuschreibt, während Beda 22 angibt.
Als Folge der Schlacht wählte der südliche Teil Northumbrias (Deira) einen eigenen König, nämlich Oswine, während der Norden als Bernicia von Oswalds Bruder Oswiu beherrscht wurde. Insofern führte die Schlacht zu einer deutlichen Schwächung der northumbrischen Vormachtstellung. Dieser Zustand sollte sich erst nach der Schlacht von Winwaed im Jahre 655 ändern; daran konnte auch die Ermordung Oswines im Jahre 651 nichts ändern, die von Oswiu beauftragt worden war.